# Миколай Остроруг (белзький каштелян)
Миколай Остроруг (пол. Mikołaj Ostroróg; 1567—1612) — польський шляхтич, урядник.

## Життєпис
Народився 1567 року. Син мендзижецького каштеляна Станіслава Остроруга та його дружини Зофії з Тенчинських. Молодший брат познанського воєводи Яна Остроруга.
Рано осиротів, виховувався під опікою матері, яка дуже дбала за їхнє навчання, виховання. Тривалий час навчався за кордоном (1578-бл. 1586). Після повернення осів у Белзькому воєводстві. Після поділу спадку в 1588 році отримав маєтності матері в Червоній Русі, передусім Крилівську волость, яка в 1578 році складалася з 1 міста та 13 сіл. У серпні-вересні 1589 року громив татар на Поділлі. 1593 року позичив у Яна Замойського 3000 злотих. Посол сеймів від Белзького воєводства. Не брав активної участі в сандомирському рокоші. З 1607 року став белзьким каштеляном.
26 лютого 1603 року Миколай Остроруг отримав привілей на 3 села у Львівській землі: Баківці разом із Трибоківцями, Репеховом. 1604 року без успіху намагався стати коломийським старостою. Під час сейму 1605 король надав замок Сончель, підтвердив це 1607 року. Крім «Крилівського ключа» (волості) мав, зокрема, Катериничі, Цаловець, Бучали. Правдоподібно, став власником «Новосільського ключа» (10 сіл, становили 1/4 Холмського староства; 1570 року його тримала мати, у 1590-х написав із Новосілок кілька листів). Тримав Луково(е)?, яке за згодою короля з Адамом Жолкевським виміняв на Вишневе та Побйовисько — королівщини в Белзькому воєводстві.

### Сім'я
Був одружений з донькою мальборкського воєводи  Фабіана Чеми Катажиною (по його смерті вийшла заміж за Яна Фаренсбаха). Діти:
- Анна — дружина Станіслава Оріховського,
- Владислав (пом. перед 1633) — студент академії в Гернборні, нащадків не мав[3].